# NGC 1066
NGC 1066 (други обозначения – UGC 2203, MCG 5-7-42, ZWG 505.44, NPM1G +32.0112, IRAS02407+3217, PGC 10338) е елиптична галактика (E) в съзвездието Триъгълник.
Обектът присъства в оригиналната редакция на „Нов общ каталог“.